# Pieter Coy
Pieter Maertensz. Coy (Schiedam - Algiers, 1629) was een Nederlands diplomaat in de zestiende en zeventiende eeuw. Hij was afkomstig uit Schiedam. Coy werd door de Staten-Generaal van Republiek der Verenigde Nederlanden uitgezonden om 135 Marokkaanse slaven naar het hof van sultan Aboe Fares in Marrakesh te brengen, en daarna te onderhandelen met de sultan over een bondgenootschap. Op 11 mei 1605 krijgt Coy opdracht om te vertrekken, en op 18 juni datzelfde jaar arriveert hij in Safi. De slaven krijgen allen een geldbedrag en een stuk kaas bij hun vrijlating.
Gedurende het verblijf van Coy zijn er geregeld machtswisselingen, zodat het overleg niet soepel verloopt. In zijn brief van april 1608 schreef hij dat hij in 14 maanden tijd bij zes verschillende koningen op bezoek is geweest. Op 24 december 1610 wordt uiteindelijk het verdrag getekend, maar dit is niet tot stand gekomen door de inmenging van Coy, maar de Joods-Marokkaanse koopman Samuel Pallache. Het verdrag omvat onder andere een overeenkomst betreffende wapenhandel (voor katholiek Europa verboden door de paus, waar de Republiek zich door de protestantse grondslag niets van aantrekt). Door het verdrag hebben de Nederlandse schepen voortaan geen last meer van de kapers bij de Marokkaanse kust.
Coy stierf in 1629 te Algiers waar hij vanaf 1626 consul was.